# Rio das Ostras Futebol Clube
Rio das Ostras Futebol Clube é uma agremiação esportiva da cidade de Rio das Ostras, no estado do Rio de Janeiro, fundada em 1º de janeiro de 1960.

## História

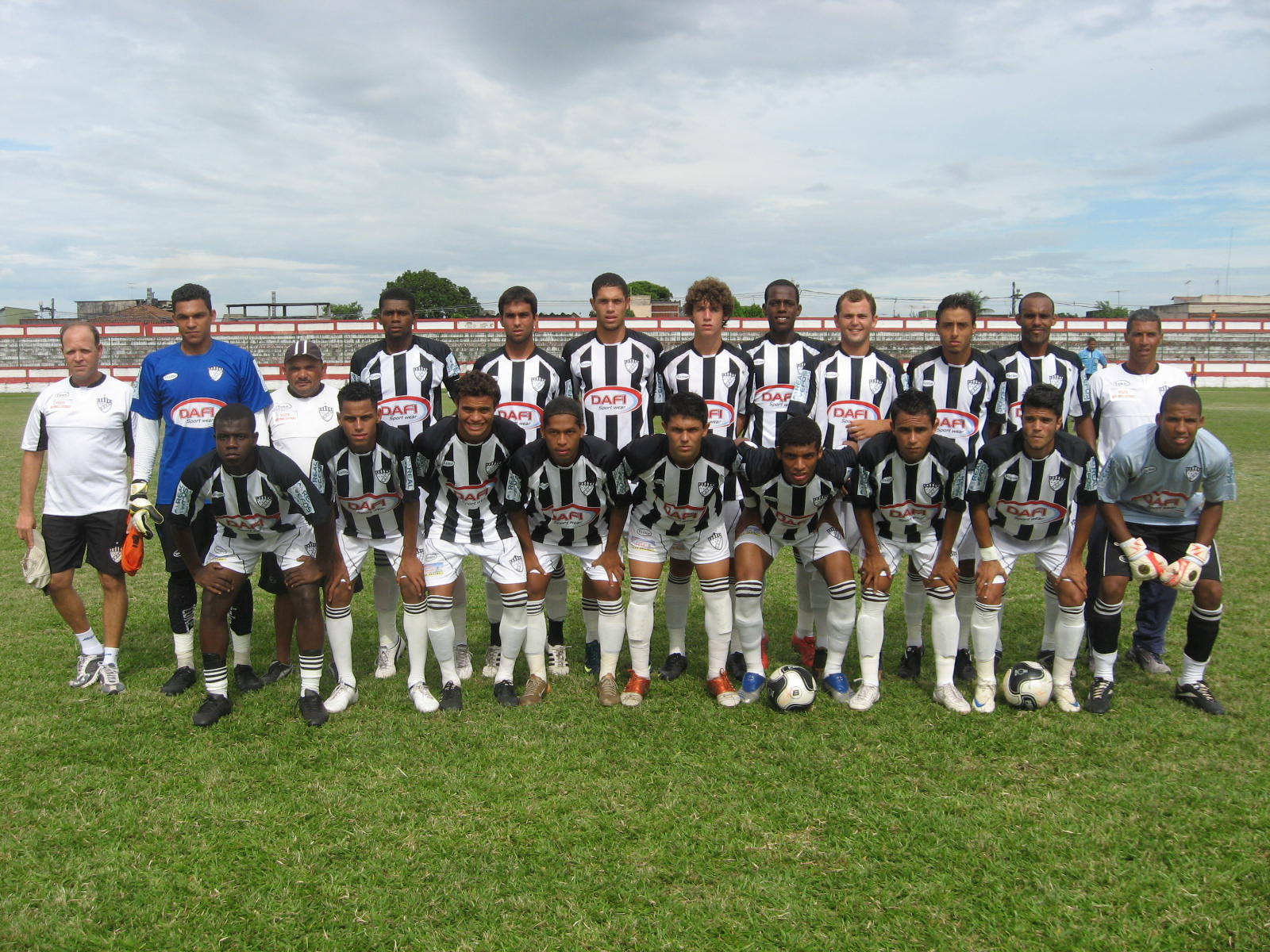
Equipe profissional do Rio das Ostras promovida à Série B do Rio de Janeiro em 2009

O alvinegro foi formado por dezesseis jovens, que elegeram como primeiro presidente o Sr. Gualberto David Pereira.
Assim, o clube começou a participar de campeonatos oficiais e amadores da federação. O primeiro foi o amador da Liga de São Pedro da Aldeia. No ano seguinte representaram o município de Casimiro de Abreu no campeonato das seleções do Estado do Rio de Janeiro. Durante os três anos que jogaram nesse campeonato foram campeões numa disputa entre oito clubes do estado.

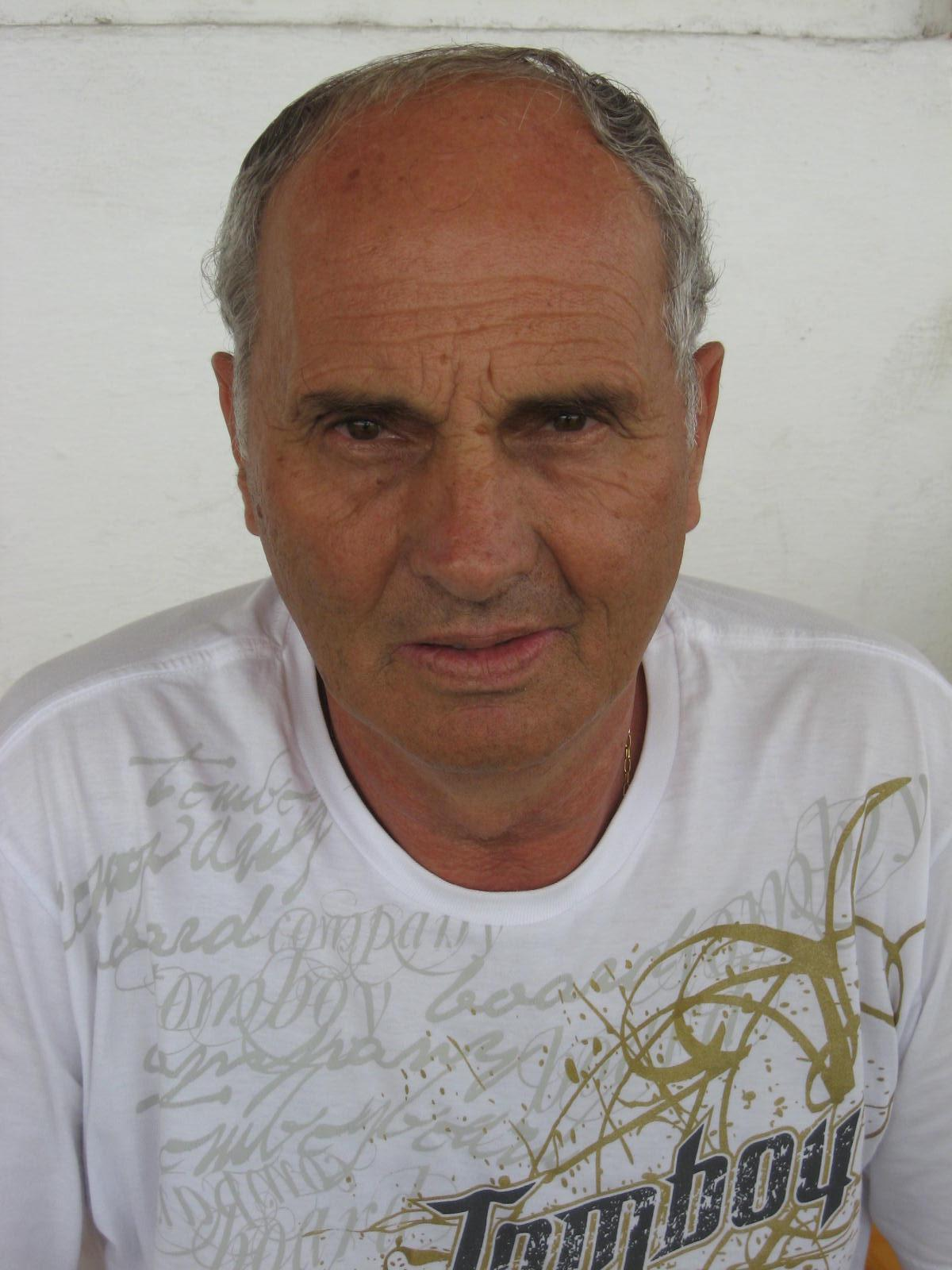
Miguel Bernardino Rodrigues, presidente do Rio das Ostras

O Rio das Ostras Futebol Clube já foi campeão da Terceira Divisão do estado do Rio de Janeiro, e há vinte anos se tornou um time profissional. Disputou a Segunda Divisão do campeonato estadual.
Em 1973, foi vice-campeão do torneio Costa do Sol, campeão do torneio 1º de maio em Barra de São João e Campeão de Bronze do Estado do Rio de Janeiro. Em 1974, foi Campeão amador do torneio Costa do Sol e em 1981, campeão do Torneio da Pátria em Casimiro de Abreu.
O clube estreia no profissionalismo em 1978 na chamada Divisão de Acesso, correspondente à Segunda Divisão do estado do Rio de Janeiro. Volta em 1981 na Terceira Divisão recriada, mas não consegue o acesso. Disputa a mesma divisão em 1984, 1987, 1988 e 1989, quando se sagra campeão e sobe para a Segunda Divisão onde permanece no ano de 1990.

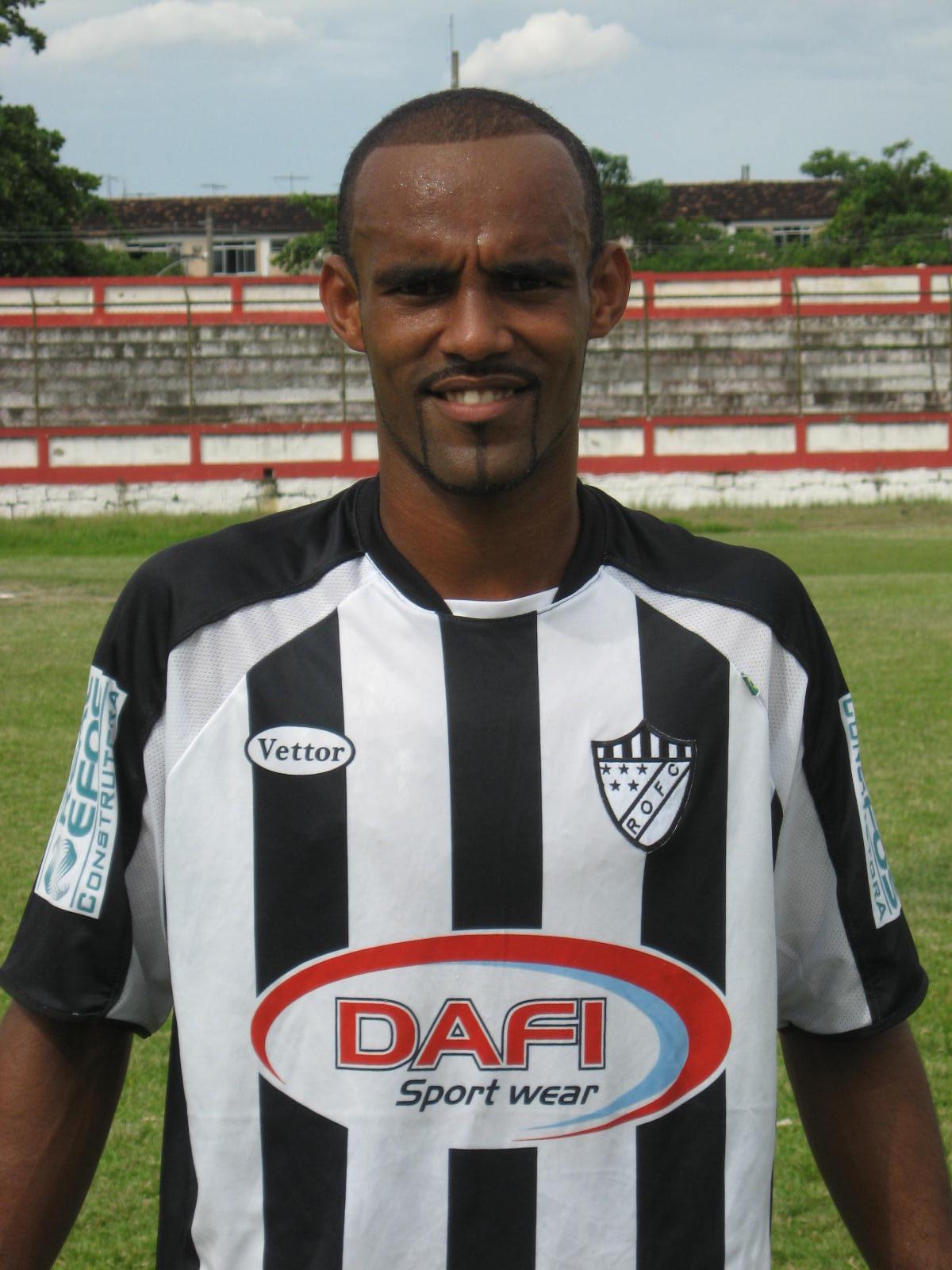
O destaque da equipe em 2009, o atacante Pimenta

Em 1991, os times mais bem colocados do ano anterior passam a compor o Módulo "B" da Primeira Divisão e o Rio das Ostras passa a integrar a Segunda Divisão, que na verdade seria a Terceira. O presidente Justino Chaves contratou o veterano meio-campista Lulinha, ex-Botafogo, Bangu e Olaria como grande atração para o time dirigido por Dário Lourenço.
Participa também em 1992 e 1994. Licencia-se em 1995, só retornando ao profissionalismo em 1998 na Terceira Divisão, quando não consegue passar da primeira fase.
Em 1999, não participa de nenhuma competição. Volta em 2000 e é o terceiro colocado do Campeonato da Terceira Divisão. Na Copa Rio chega à terceira fase mas é eliminado pelo Casimiro de Abreu Esporte Clube.
Em 2001, sagra-se vice-campeão da Terceira Divisão, conquistada pelo Clube Esportivo Rio Branco, de Campos.
Em 2002, na Terceira Divisão, é eliminado na fase semifinal e não consegue o acesso. No ano seguinte, perde também na semifinal para o Mesquita Futebol Clube.

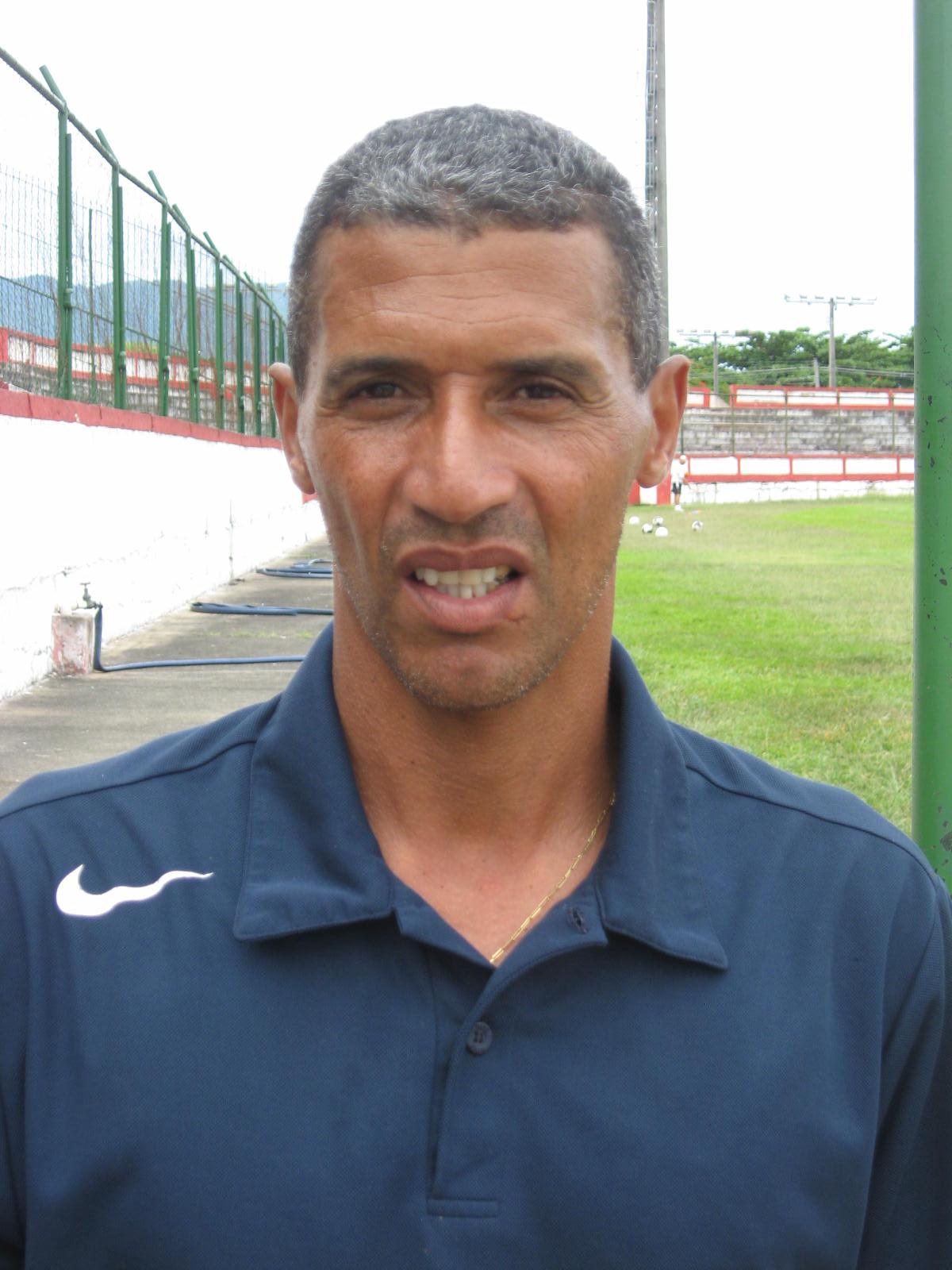
Toninho dos Santos, técnico em 2009

Em 2004, se licencia dos campeonatos. Volta apenas em 2006 quando é eliminado na segunda fase.
Em 2007, novamente pede licença do profissionalismo, fato que se repete em 2008, quando se licencia do campeonato com a tabela já montada.
Em 2009, a história é bem diferente. Disputa o Campeonato Estadual da Terceira Divisão, categorias de Juniores e Profissionais. Na primeira fase, o escrete comandado pelo técnico Toninho dos Santos termina como líder em sua chave, à frente dos também classificados Sampaio Corrêa Futebol e Esporte e Independente Esportes Clube Macaé, e do eliminado Esprof Atlético de Futebol e Clube. Na segunda fase, é líder em sua chave, à frente do Clube Atlético Castelo Branco, também classificado, e dos eliminados Rubro Social Esporte Clube e Barcelona Esporte Clube. Na terceira fase é novamente o primeiro colocado, se classificando com o Sampaio Corrêa Futebol e Esporte . Leme Futebol Clube Zona Sul e União Central Futebol Clube são eliminados na chave. Na semifinal, capitula diante do Fênix 2005 Futebol Clube, sendo eliminado da final, mas podendo ser promovido através da terceira vaga em disputa. Joga, portanto, diante do Clube Atlético Castelo Branco que havia sido eliminado pelo Sampaio Corrêa Futebol e Esporte e após dois empate sucessivos sem abertura no marcador, o clube o vence nos penâltis por 8 a 7, conseguindo, após vinte anos, a volta à Série B do Campeonato Estadual do Rio de Janeiro.
Em 2010, por conta da falta de apoio da prefeitura, o clube se licencia da disputa do Campeonato Estadual da Série B de Profissionais.
Um dos principais jogadores do Rio das Ostras Futebol Clube foi Dário Lourenço, que encerrou sua carreira como jogador no clube, onde também iniciou sua carreira como treinador. Outras presenças ilustres foram o ex-lateral Josimar, ex-Botafogo, além do meio-campista Lulinha que teve passagem por vários times do Brasil.
Um fato pitoresco marcou a história do alvinegro da Costa do Sol. Em uma partida da categoria de Juniores envolvendo Rio das Ostras e Clube de Regatas Vasco da Gama, em 1989, o presidente do time mandante, Fernando de Oliveira Ferreira, entrou em campo com chinelo e cinto para bater no juiz. O motivo foi porque aos 48 minutos do segundo tempo o árbitro marcou um pênalti para o Vasco, que perdia por 1x0. Após a confusão, o juiz confirmou o pênalti, mas o jogador do Vasco chutou para fora.

## Títulos

### Estaduais
- Campeonato Carioca da Terceira Divisão: 1989;
- Campeão de Bronze do Estado do Rio de Janeiro: 1973;

### Regionais
- Torneio 1º de maio: 1973;
- Torneio Costa do Sol: 1974;
- Torneio da Pátria: 1981;

### Outras Campanhas de Destaque
- Vice-campeão do Torneio Costa do Sol: 1973;
- Vice-Campeonato Carioca da Terceira Divisão: 2001;
- Terceiro colocado da Série C do Rio de Janeiro: 2009;

## Hino
Foi composto pela escola de samba Acadêmicos do Salgueiro, que também fez a gravação para o clube.
"Rio das Ostras minha paixão

Sempre serás um campeão

Tens alegria, tens muito amor

Na simpatia do nosso torcedor
A tua glória na história vai ficar

E na alegria vou desfraldar

O alvinegro pavilhão

O clube do meu coração."

## Torcida Organizada
- Torcida Jovem Ostra

## Fonte
- VIANA, Eduardo. Implantação do futebol Profissional no Estado do Rio de Janeiro. Rio de Janeiro: Editora Cátedra, s/d.